# 武斌 (建文進士)
武斌（1375年—？），字希文，山東濟南府濟陽縣人，民籍，明朝政治人物。進士出身。

## 生平
府學生，山東鄉試第七名。建文二年（1400年）庚辰科會試第五十二名，殿試登進士三甲。

## 家族
曾祖父武武宣、祖父武名甫，父亲武成。